# Diplotaxis brevidens
Diplotaxis brevidens är en skalbaggsart som beskrevs av Leconte 1856. Diplotaxis brevidens ingår i släktet Diplotaxis och familjen Melolonthidae. Inga underarter finns listade i Catalogue of Life.